# Mein süßes Geheimnis
Mein süßes Geheimnis ist ein deutscher Fernsehfilm aus dem Jahr 2006. Die am 8. Dezember 2006 zum ersten Mal auf ARD ausgestrahlte Filmkomödie wurde von 4,65 Millionen Zuschauern gesehen, was einem Marktanteil von 15,4 Prozent entsprach.

## Handlung
Die Bäckerin Katharina Achternhagen und der Konditor Alberto Puccini sind seit fast 20 Jahren Nachbarn. Da ihre Vorstellung vom Backwerk nicht unterschiedlicher sein könnte, haben sie nur Spott füreinander übrig. Während Puccini wahre Zuckerbomben anbietet, hat Achternhagen ausschließlich Interesse an Vollkornprodukten. Beide haben erfolgreiche Geschäfte mit jahrelanger Stammkundschaft. Auch die Qualität ihrer Backwaren spricht für sich. Puccini holt sich Jahr für Jahr Auszeichnungen von der Bäckerinnung und auch Achternhagens Brot Kraftmeier wurde mehrfach ausgezeichnet. Nur dieses Jahr gewinnt auch Achternhagen mit ihrem Diätkuchen den Tortenwettbewerb. Das liegt vor allen Dingen daran, dass der neue Vorstand der Bäckerinnung Günter Zichorius sich heimlich in Achterhagen verliebt hat.
Für Puccini bricht eine Welt zusammen. Dafür will er sich rächen. Er beschließt, dieses Jahr selbst am Vollkornbrot-Wettbewerb teilzunehmen. Doch seine Versuche, das richtige Brot zu backen, scheitern kläglich. Also schmiedet er mit seiner Tochter Donatella einen Plan. Er lässt seinen Enkel Leo als Lehrling in die Bäckerei Achternhagen einschleusen, um das Geheimrezept des Kraftmeierbrotes zu stehlen. Außerdem spioniert er Achternhagen aus, wobei er allerdings feststellen muss, dass sich beide näherkommen.

## Kritik
„Routiniert inszenierte romantisch-kulinarische (Fernseh-)Komödie, anspruchslos nach vorhersehbaren Mustern, aber durchaus charmant abgespult.“

„Ganz süß, wenig Geheimnis: die Kalorienbombe unter den TV-Romanzen. Fazit: Süßstoffgeladene Fertigbackmischung“

„Mit Mein süßes Geheimnis hat Erfolgsregisseur Xaver Schwarzenberger eine charmante Komödie für die ganze Familie inszeniert. Pointiert gezeichnete Charaktere, pfiffiger Humor und ein Schuss Romantik sind die Zutaten für eine originelle Geschichte um Familienbande und Liebe, um kulinarische Rivalitäten und ‚süße Geheimnisse‘. Echt klasse: Friedrich von Thun als italienischer Zuckerbäcker.“

## Hintergrund
Gedreht wurde der Film bereits im Jahr 2004. Drehorte waren Herrenberg und Tübingen in Baden-Württemberg.
Nach seiner Erstausstrahlung am 8. Dezember 2006 wurde der Film am 11. Dezember 2010 (13:30 – 15:00, ARD) zum zweiten Mal ausgestrahlt. Eine dritte Ausstrahlung ist für den 11. Dezember 2012 (14:45 – 16:15, ARD) angekündigt. Im Rahmen des Thementags "Filme à la carte - Kochen, Essen und Genießen", wurde der Film, neben anderen Spielfilmen, in denen Essen einen wichtigen Teil der Handlung einnimmt, am 3. Juni 2018, auf 3sat, ein weites Mal ausgestrahlt (17:20 – 18:45, 3sat).